# Cześniki (obwód iwanofrankiwski)
Cześniki (ukr. Чесники) – wieś na Ukrainie w rejonie rohatyńskim obwodu iwanofrankiwskiego.
Wieś prawa wołoskiego, położona była w drugiej połowie XV wieku w ziemi halickiej województwa ruskiego. Było to dziedzictwo rodziny Kazanowskich herbu Grzymała, którzy rezydowali w cześnickim zamku, z nich Adam Kazanowski, marszałek nadworny koronny za czasów króla Władysława IV, pisał się na Cześnikach.
W XIX wieku majątek Cześniki kilkakrotnie zmieniał swoich właścicieli: w 1836 roku Franciszka z Mrozowickich Sulatycka herbu Sas, wdowa po Wojciechu Sulatyckim, wojskim lwowskim, zapisała go swoim wnuczkom: Pelagii z Hołowińskich Proskurczynie, Marii z Hołowińskich Sariusz-Zaleskiej oraz Cecylii Hołowińskiej. Następnie dobra te były w posiadaniu kolejno: Apolinarego Stanisława Malczewskiego herbu Tarnawa i Maniewskich herbu Odrowąż. Ostatnią właścicielką Cześnik do 1939 roku była Maria z Maniewskich Milińska, żona Franciszka Milińskiego herbu Wczele.
W czasie okupacji niemieckiej ukraiński mieszkaniec wsi Bohdan Hriwnak udzielał pomocy Żydowi Borisowi Arsenowi, za co w 1997 roku Instytut Jad Waszem uhonorował go pośmiertnie tytułem Sprawiedliwego wśród Narodów Świata.

## Zabytki
- zamek[7]
- obronna cerkiew pw. św. Mikołaja z XIV–XV, XIX w.

## Linki zewnętrzne

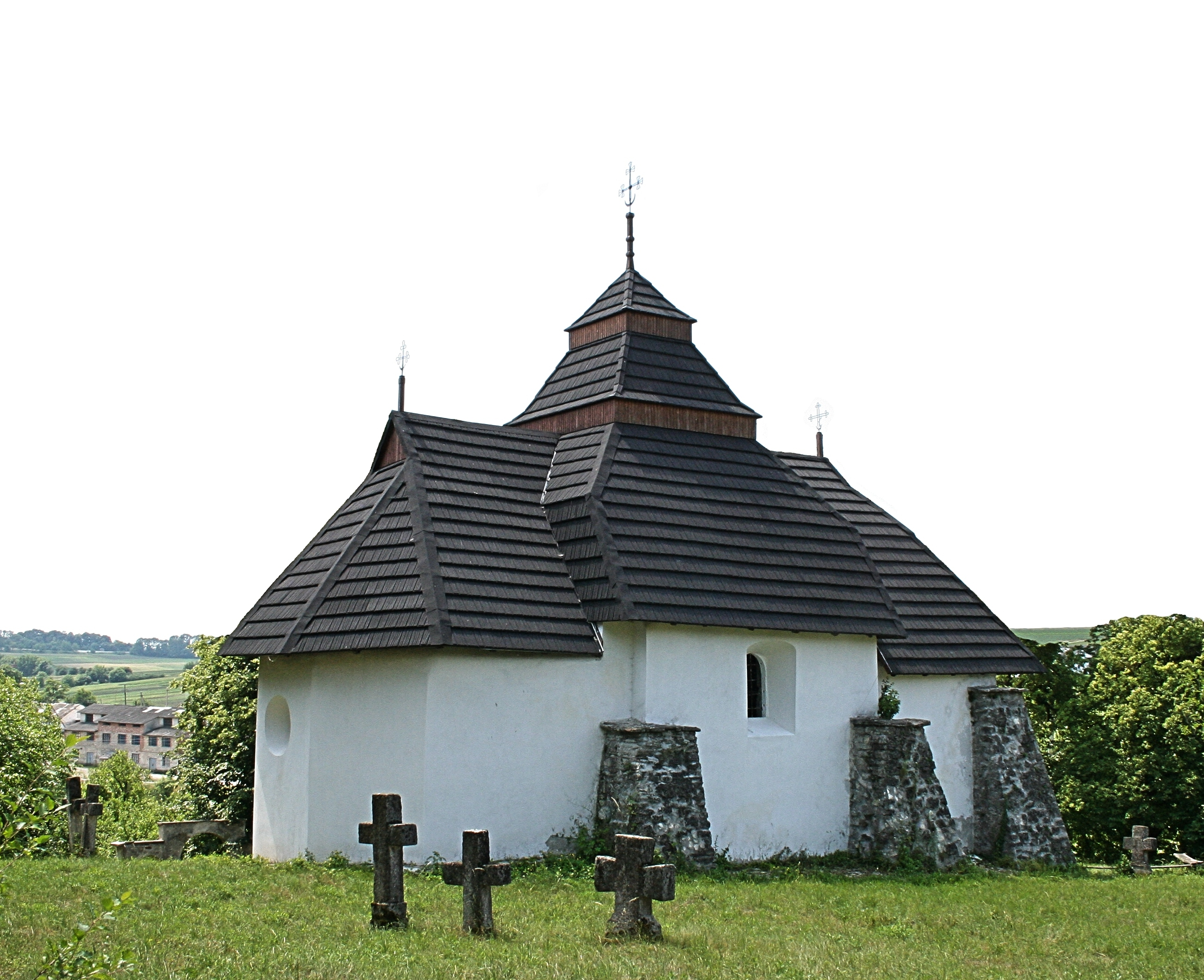
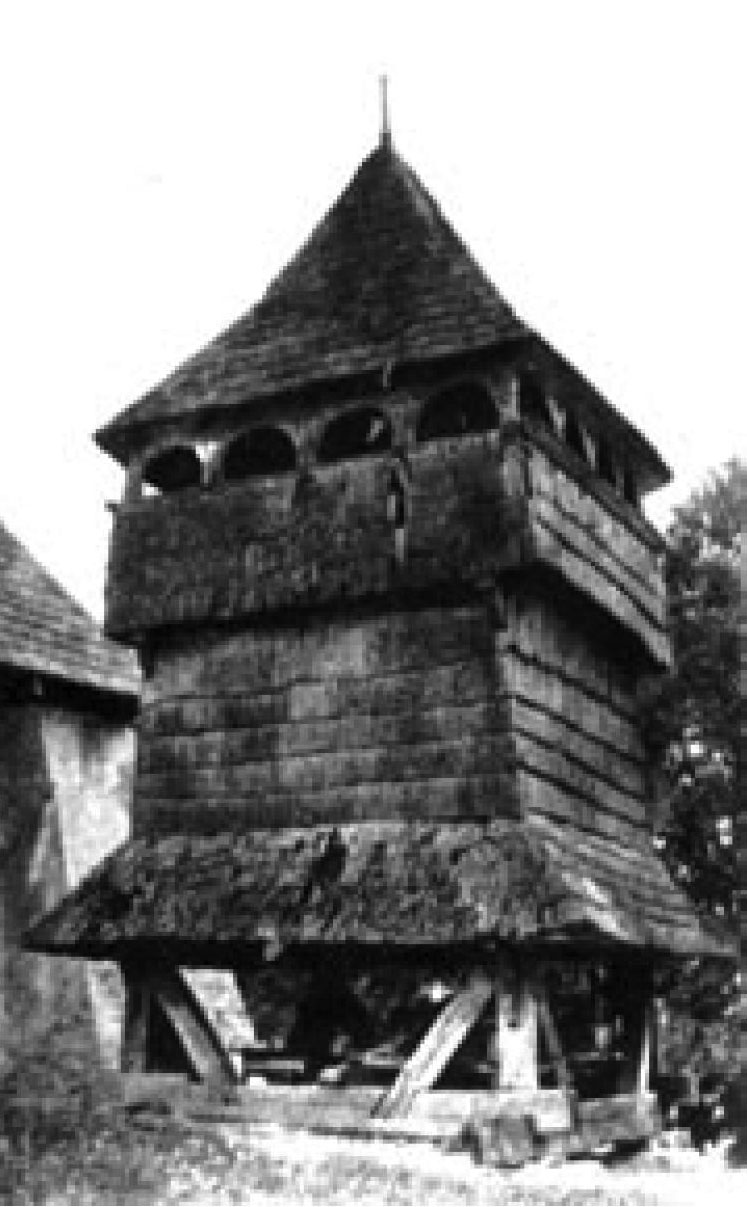
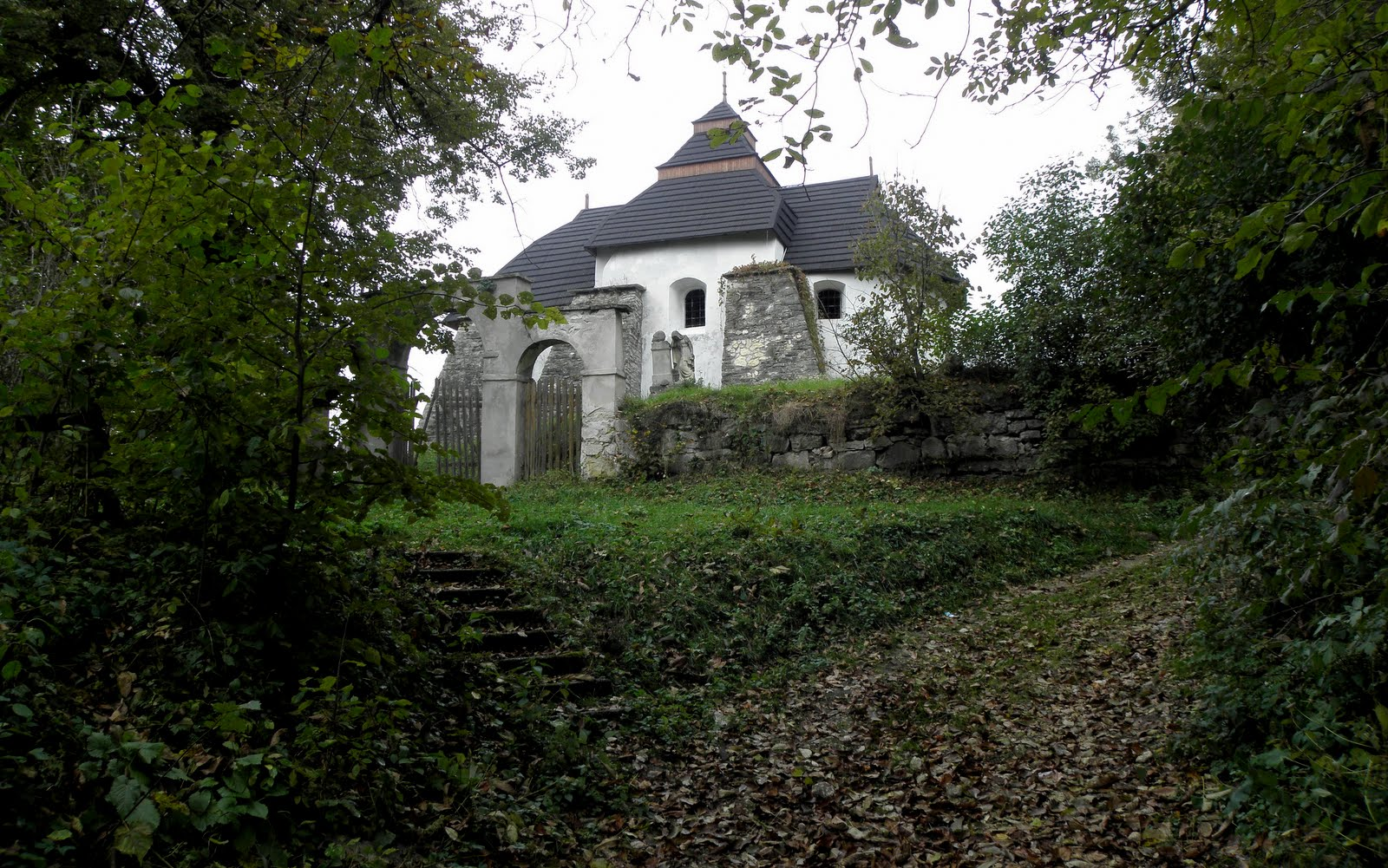
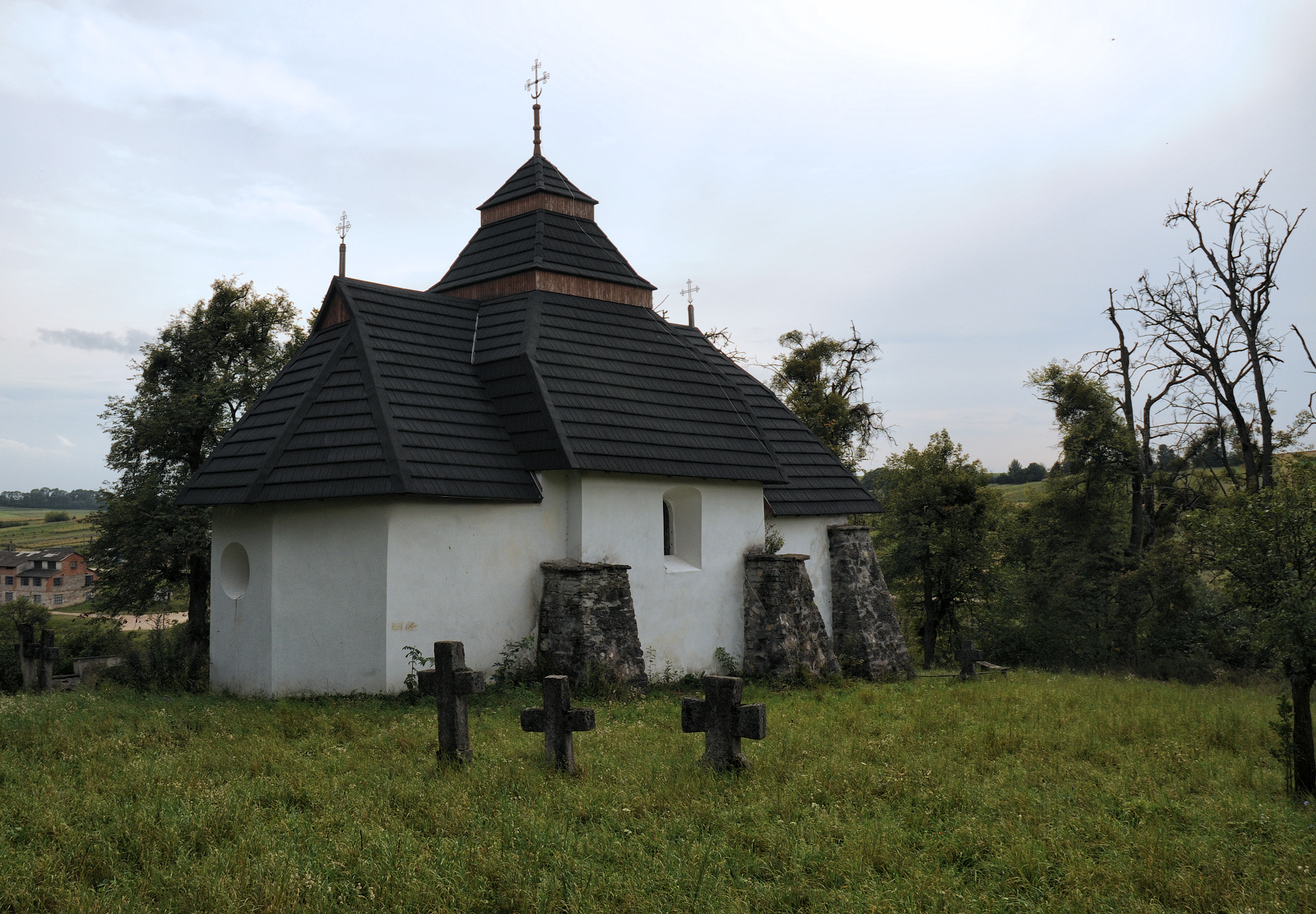
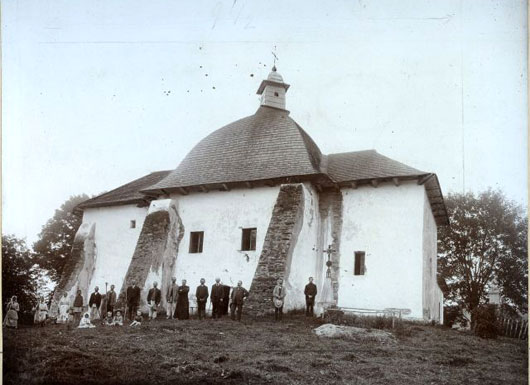
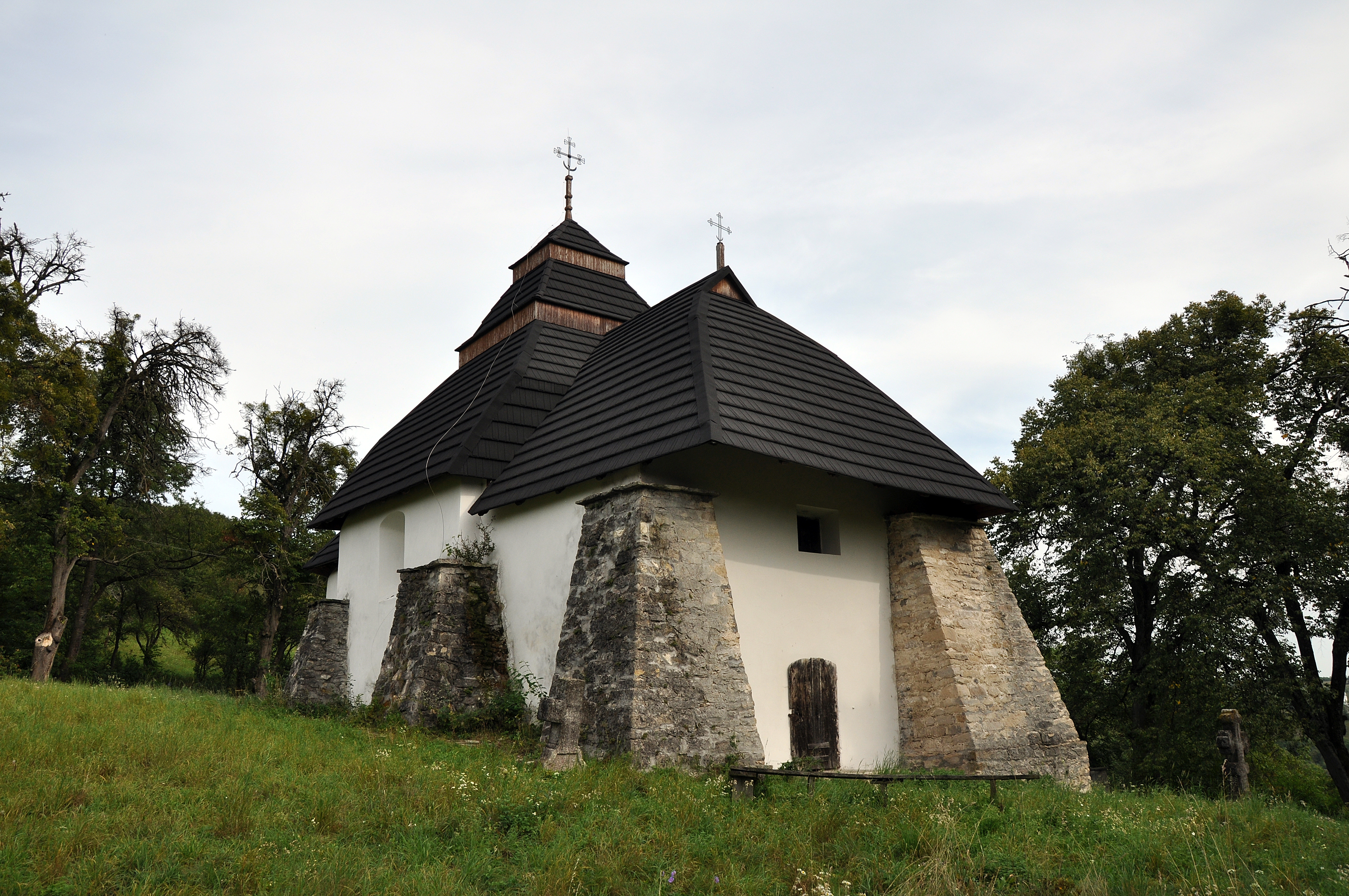
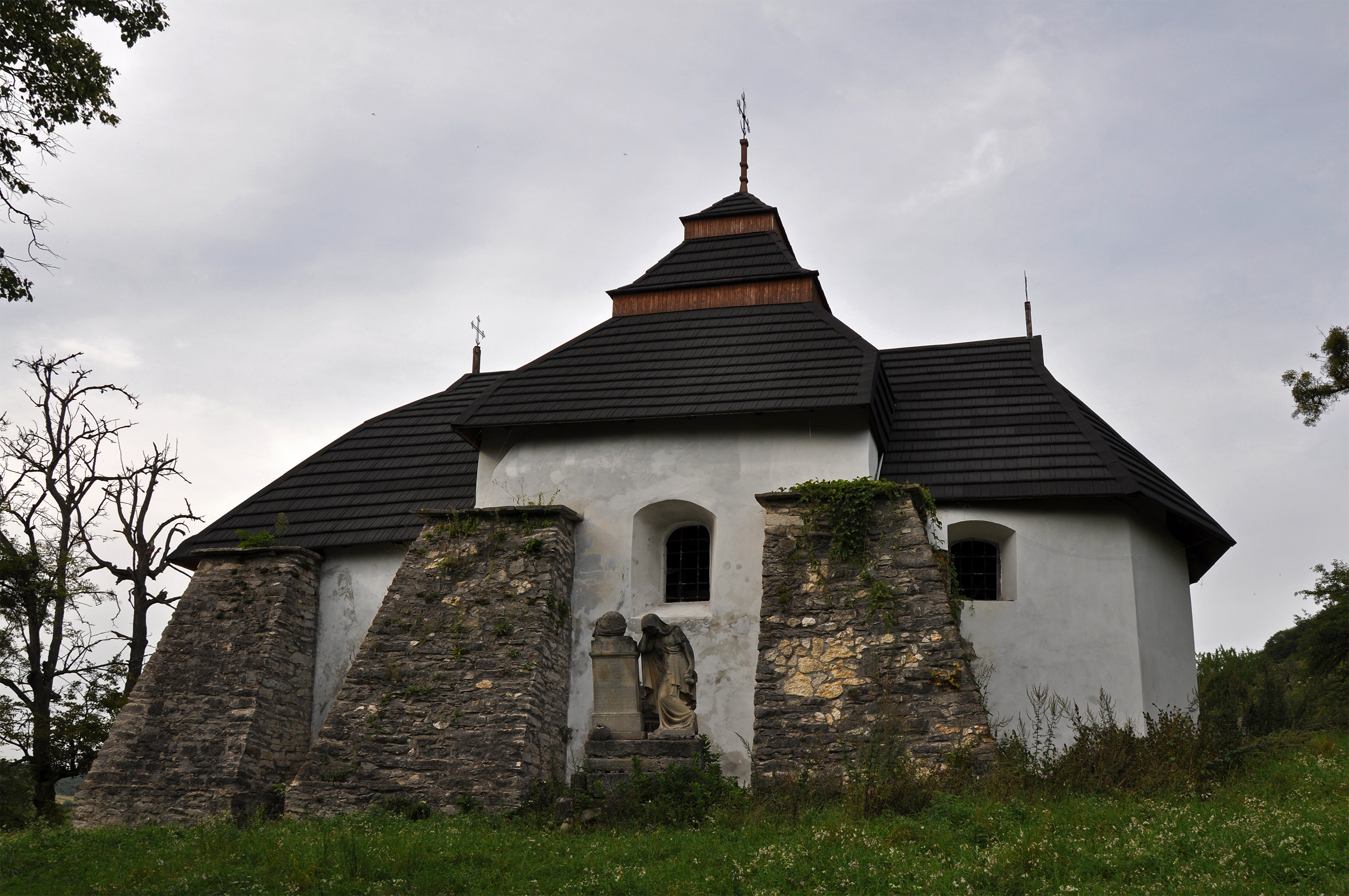